# Kennenmüssen
Kennenmüssen ist ein juristischer Begriff des deutschen Zivilrechts für einen bestimmten Grad der Kenntnis eines Umstands. Der Begriff ist in § 122 Abs. 2 BGB wie folgt legaldefiniert:
„Die Schadensersatzpflicht tritt nicht ein, wenn der Beschädigte den Grund der Nichtigkeit oder der Anfechtbarkeit kannte oder infolge von Fahrlässigkeit nicht kannte (kennen musste).“
Diese Definition des Kennenmüssens gilt für das gesamte Privatrecht. Der Begriff findet sich in zahlreichen Normen, beispielsweise in § 123, § 166, § 179 Abs. 3, § 254 Abs. 2 oder § 434 Abs. 1 BGB, aber auch außerhalb des Bürgerlichen Gesetzbuchs, wie z. B. in § 15 Abs. 2 Satz 2 HGB oder § 46 Abs. 3 AktG.
Für die fahrlässige Unkenntnis ist jede Form der Fahrlässigkeit im Sinne des § 276 Abs. 2 BGB ausreichend. Deshalb ist im Falle des § 122 Abs. 2 BGB ein Kennenmüssen anzunehmen, wenn der Beschädigte den Nichtigkeits- bzw. Anfechtungsgrund bei gehöriger Aufmerksamkeit hätte erkennen müssen. Das ist nach der Rechtsprechung des Bundesgerichtshofs (BGH) beispielsweise dann gegeben, wenn „die Umstände des einzelnen Falles den Vertragspartner veranlassen müssten, sich danach zu erkundigen, ob die ihm übermittelte Willenserklärung auf einer Täuschung beruht oder nicht“.